# Synoicum salivum
Synoicum salivum is een zakpijpensoort uit de familie van de Polyclinidae. De wetenschappelijke naam van de soort is voor het eerst geldig gepubliceerd in 1978 door Monniot & Gaill.